# أليساندرو أكيليني
أليساندرو أكيليني Alessandro Achillini (1463 – 1512) كان فيلسوف وفيزيائي إيطالي.

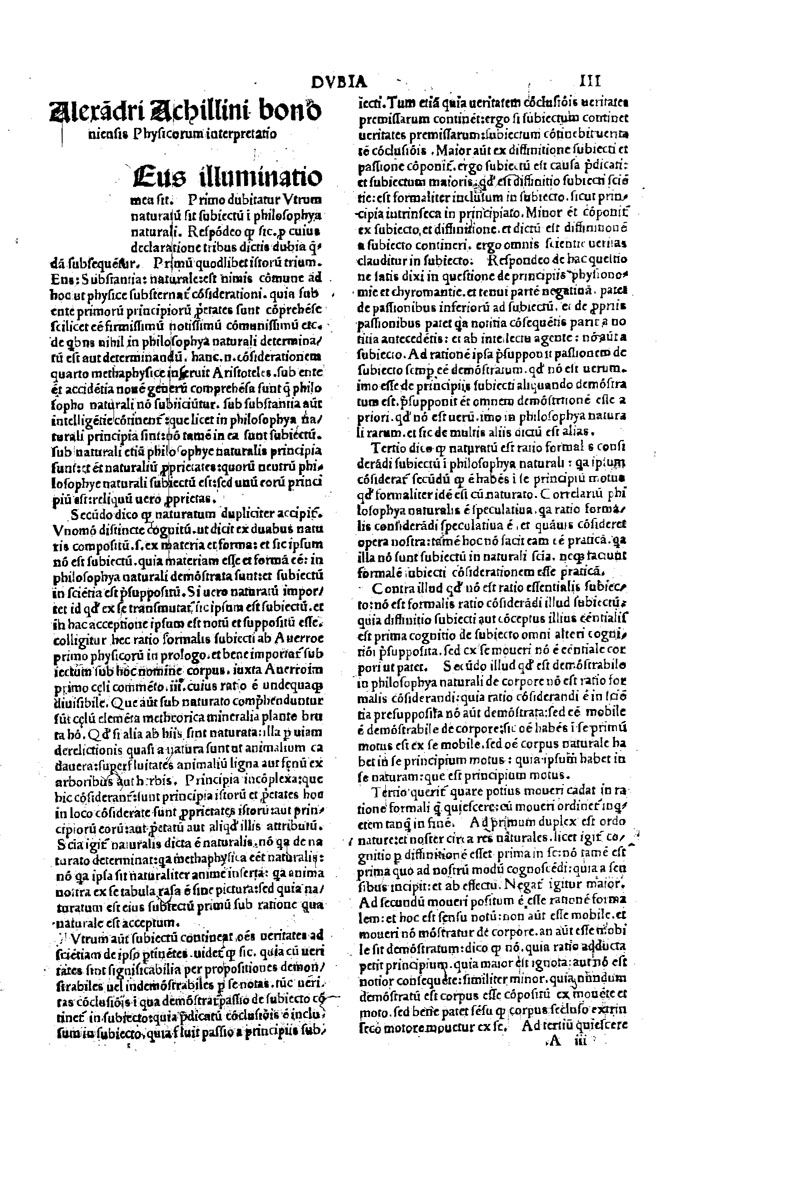
Expositio primi physicorum, 1512

ولد في بولونيا وعاش معظم حياته هناك. كان ابن كلاوديو أكيليني، فرد من عائلة قديمة في بولونيا. كان يلقي محاضرات في الطب والفلسفة في بولونيا وبادوا.

## روابط خارجية
- أليساندرو أكيليني على موقع الموسوعة البريطانية (الإنجليزية)